# Gard
Gard ( fransk udtale ?) er et fransk departement i regionen Occitanie. Hovedbyen er Nîmes, og departementet har 623.125 indbyggere (1999).
Der er 3 arrondissementer, 23 kantoner og 353 kommuner i Gard.